# Muralla de Cambrils
La Muralla de Cambrils és un monument protegit com a bé cultural d'interès nacional del municipi de Cambrils (Baix Camp).

## Descripció
Al nucli antic de Cambrils es conserven algunes restes de l'antiga muralla que envoltava la ciutat. Les parts millors conservades són un portal, un tros de muralla i una torre que es troben al carrer Major. La torre, anomenada del Bou o de la Presó, és quadrada, de maçoneria, i fa 4x5 metres i 7 metres d'alçada. El portal és un arc de mig punt adovellat i per sobre té un escut.
Durant unes obres es van trobar fragments de fonamentació de la muralla als carrers Castlà i Parras. Aquestes estructures són de pedres lligades amb morter de calç i estan molt afectades pel pas de diversos serveis com el clavegueram i la conducció del gas. En aquestes obres es va trobar al carrer Sant Plàcid els fonaments de tres dels murs d'una torre cantonera; en aquest cas, com en els anteriors, les restes estaven molt afectades per un tub de gas i cables de la llum.
En el passeig Albert, cantonada amb el carrer Gimbernat, s'han posat al descobert les restes d'una torre amb part de l'escala interior. Aquesta estructura emergeix del subsòl fins a una alçada d'un metre.

## Història
El 1359, amb motiu de la Guerra dels dos Peres, es bastí la muralla, que fou consolidada el 1406. Durant la guerra dels Segadors Cambrils va ser assetjada i bona part dels murs de defensa es van enderrocar. Més endavant va ser refeta però al segle xviii, quan va acabar el perill d'atacs pirates, el Consell de la Vila va demanar a les autoritats competents enderrocar part de les muralles, obrir portals, eliminar el corredor de la muralla i eixamplar carrers; en aquest moment segurament les torres no es van veure afectades en l'enderrocament.
Durant la primera Guerra Carlina es va tornar a bastir torres i muralles i les que encaren perduraven d'època anterior, com la torre del Bou, es van reformar.
Durant unes obres de canalització realitzades el 2008, es van descobrir algunes restes de la muralla i d'una torre, però, com que les restes només pertanyien a nivell de fonamentació i per les dificultats circulatòries i d'accés als immobles que suposava mantenir les restes a la vista, es va decidir tornar-les a cobrir. També es van descobrir les restes d'una torre al Passeig Albert, cantonada amb el carrer Gimbernat, que quedaven amagades dins d'una construcció moderna; quan aquesta construcció es va enderrocar van quedar a la vista les restes de la torre. En aquest cas s'ha fet un projecte per deixar visibles les restes.